# 奇克倫 (阿拉斯加州)
奇克倫（英語：Chickaloon）是位於美國阿拉斯加州馬塔努斯卡-蘇西特納自治市鎮的一個非建制地區和人口普查指定地區。根據2010年美國人口普查，該地人口為272人，而該地的面積約為207.80平方千米。

## 地理
奇克倫的座標為61°47′38″N 148°28′58″W / 61.79389°N 148.48278°W，而該地的平均海拔高度為306米（即1004英尺）。